# Enrico Sibilia
Enrico Ulderico Vincenzo Sibilia, né le 17 mars 1861 à Anagni (Italie), et mort le 4 août 1948 au même endroit, est un cardinal italien du XXe siècle et un diplomate du Saint-Siège.

## Biographie
Enrico Sibilia naît à Anagni dans une famille aristocratique. Après être entré au séminaire d'Anagni et y avoir achevé ses études, il entre au séminaire romain pontifical où de 1878 à 1890 il étudie et reçoit ses doctorats en philosophie, théologie et un doctorat in utroque iure (en droit canon et en droit civil).
Enrico Sibilia est ordonné prêtre le 8 mars 1884 à l'âge de vingt-trois ans par son oncle, Mgr Biagio Sibilia évêque de Segni, puis continue ses études. Il est chanoine honoraire au chapitre de la cathédrale d'Anagni et entre au service diplomatique du Saint-Siège en 1890 à l'âge de vingt-neuf ans. Il exerce ses fonctions en Colombie (en) de 1890 à 1898, d'abord comme auditeur de la nonciature, puis comme chargé d'affaires à partir de 1895. Il reçoit le rang de Prélat d'Honneur de Sa Sainteté avec le titre de Monseigneur en 1894 à l'âge de trente-trois ans. Il est ensuite nommé au Brésil (en) d'août 1898 à juillet 1901, en Belgique (en) jusqu'en 1902, puis en Espagne jusqu'en 1908. Pie X le nomme archevêque titulaire de Sidé (de) le 30 juillet 1908 et il est consacré au collège Pie latino-américain de Rome par le fameux cardinal Merry del Val, secrétaire d'État, le 11 octobre 1908. Ensuite au Chili (en), Mgr Sibilia est envoyé comme internonce, car il n'y a  pas de nonciature pour la délégation apostolique de ce pays dirigé par un gouvernement anticlérical. Son séjour au Chili se passe à une époque troublée où le pays est en proie aux attaques contre l'Église de la part de francs-maçons et à l'extrême-gauche d'anarchistes. Le problème de l'appartenance de Tacna et d'Arica pose question, ainsi que celui des institutions patronnées par l'Église. De plus la séparation de l'Église et de l'État est en cours avec la confiscation des biens de l'Église. Au retour d'un de ses voyages pour le Chili, en mai 1913, il est accueilli à la gare de Santiago du Chili par des centaines d'étudiants de l'université de Santiago du Chili à coups de pierres contre son wagon. Des manifestations ont lieu les jours suivants avec des chants d'Église dont les textes sont changés en pamphlets burlesques contre lui et le Saint-Siège. En septembre 1913, il part pour Buenos Aires et prend le bateau pour l'Italie. Il retourne à Rome en avril 1914 à la Congrégation des affaires ecclésiastiques extraordinaires. Il est nommé le 22 avril 1914 au titre d'assistant du trône pontifical, devenant vicaire du cardinal Vannutelli. En décembre 1922, il est nommé nonce apostolique en Autriche (en). Il parle alors en plus de l'italien et du latin, le français, le portugais, l'espagnol et l'allemand.
Le pape Pie XI le créé cardinal au consistoire du 18 décembre 1935. Il reçoit sa barrette de cardinal par son frère, Mgr Francesco Sibilia, qui la lui apporte à Vienne au cours d'une cérémonie solennelle à laquelle assiste le président Wilhelm Miklas en la cathédrale Saint-Étienne, le 21 décembre 1935 à la suite de quoi il rentre à Rome. Il reçoit son chapeau de cardinal personnellement par le pape Pie XI le 18 juin 1936. Le cardinal Sibilia participe au conclave de 1939, à l'issue duquel Pie XII est élu. Il est élevé au titre de cardinal-évêque titulaire du siège de S. Sabina e Poggio Mirteto, le 11 décembre 1939. Le 11 novembre 1944, il est nommé protecteur du Collège teutonique et de l'église S. Maria dell'Anima de Rome. Il est sous-doyen du Sacré Collège en février 1948.

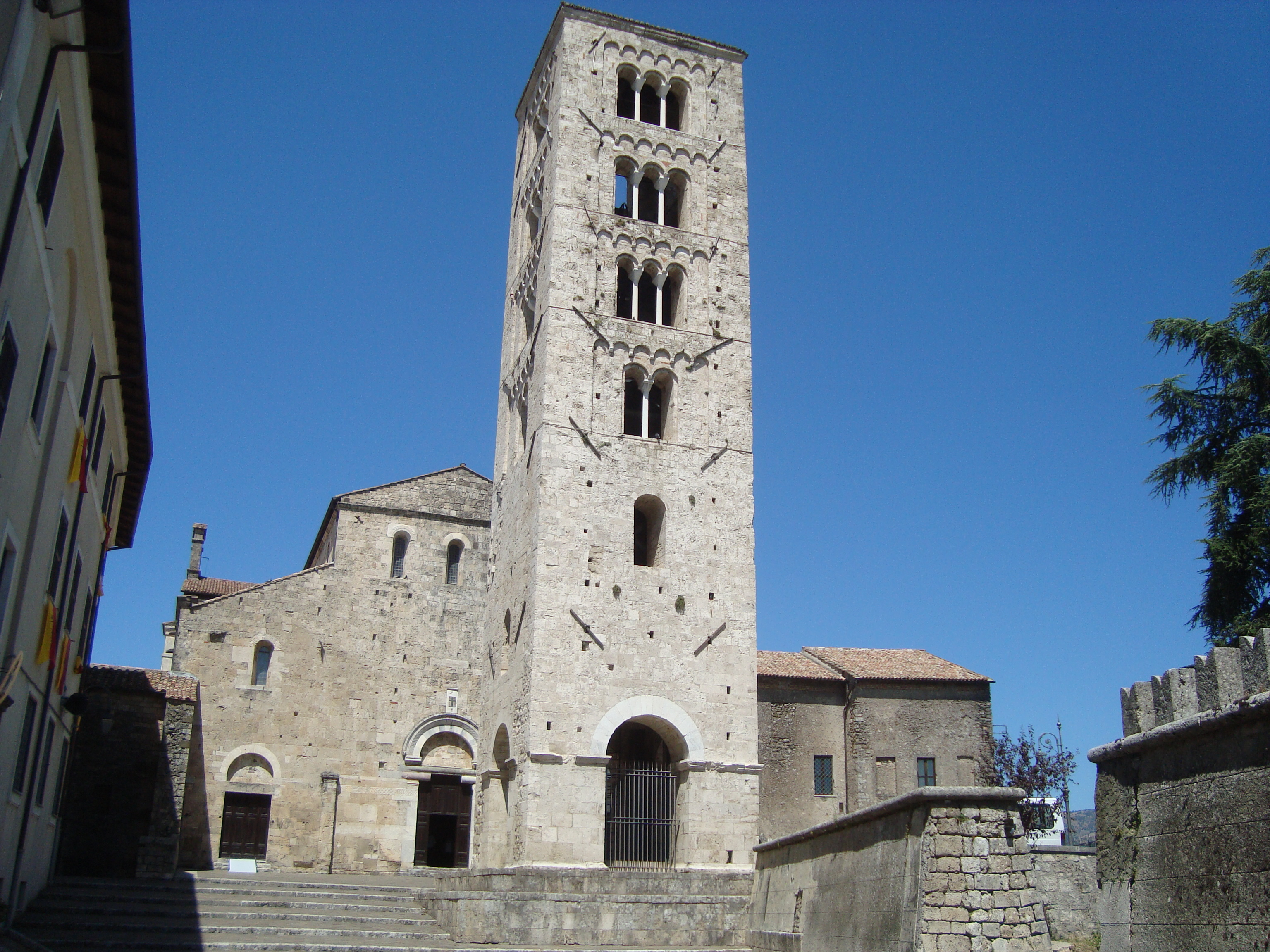
La cathédrale Santa Maria d'Anagni.

Il meurt le 4 août 1948 au matin dans la demeure familiale d'Anagni. Ses funérailles sont célébrées le 6 août suivant en la cathédrale d'Anagni par Mgr Giovanni Battista Piasentini. Parmi le clergé qui assiste à la cérémonie se trouvent Jean-Baptiste Janssens, supérieur général de la Compagnie de Jésus et de nombreux jésuites de la Curie; Mgr Giovanni Battista Montini, du secrétariat d'État; l'ambassadeur d'Autriche près le Saint-Siège, le Dr Rudolf Kohlruss; et d'autres dignitaires, ainsi que les évêques de Veroli, Ferentino, Segni et l'auxiliaire de Sainte-Sabine. Après les funérailles, le cercueil est transféré à l'église des clarisses, l'église Sainte-Claire d'Anagni, et enterré dans la crypte. Le 11 août 1948, une cérémonie cardinalice, la septima, est célébrée en l'église Santa Maria sopra Minerva ; la messe est célébrée par Mgr Alfonso Camillo de Romanis, o.s.a., évêque titulaire de Porfireone, et sacristain pontifical; à la fin de la messe, le cardinal Eugène Tisserant, sous-doyen du Sacré Collège, prononce l'absolution finale au nom du pontife. Parmi l'assistance, se trouvent le cardinal Pizzardo, le cardinal Masella, le cardinal Verde, le cardinal Fumasoni Biondi, le cardinal Canali, le cardinal Mercati et le cardinal Bruno; des représentants de la Cour pontificale et le corps diplomatique accrédité auprès du Saint-Siège; ainsi que de nombreux dignitaires ecclésiastiques ou civils, des membres de la noblesse romaine et des ordres et congrégations religieuses.
Il est à sa mort le membre le plus ancien du Collège des cardinaux.

## Succession apostolique
Enrico Sibilia a ordonné les évêques suivants :
- Évêque Ricardo Sepúlveda Hermosilla (1912)
- Cardinal José María Caro Rodríguez (1912)
- Évêque Luis Silva Lezaeta (es) (1912)
- Cardinal Theodor Innitzer (1932)
- Évêque Domenico Fiori (de) (1943)

## Décorations
- Grand-Croix de l'Ordre du Mérite (république d'Autriche)
- Ordre de Léopold Ier (royaume de Belgique)
- Ordre d'Isabelle la Catholique (royaume d'Espagne)
- Commandeur de l'Ordre d'Alphonse XII (royaume d'Espagne)
- Commandeur de l'ordre de Charles III (royaume d'Espagne)
- Grand officier de l'Ordre du Buste du Libérateur (République du Venezuela)